# Florian Philipp

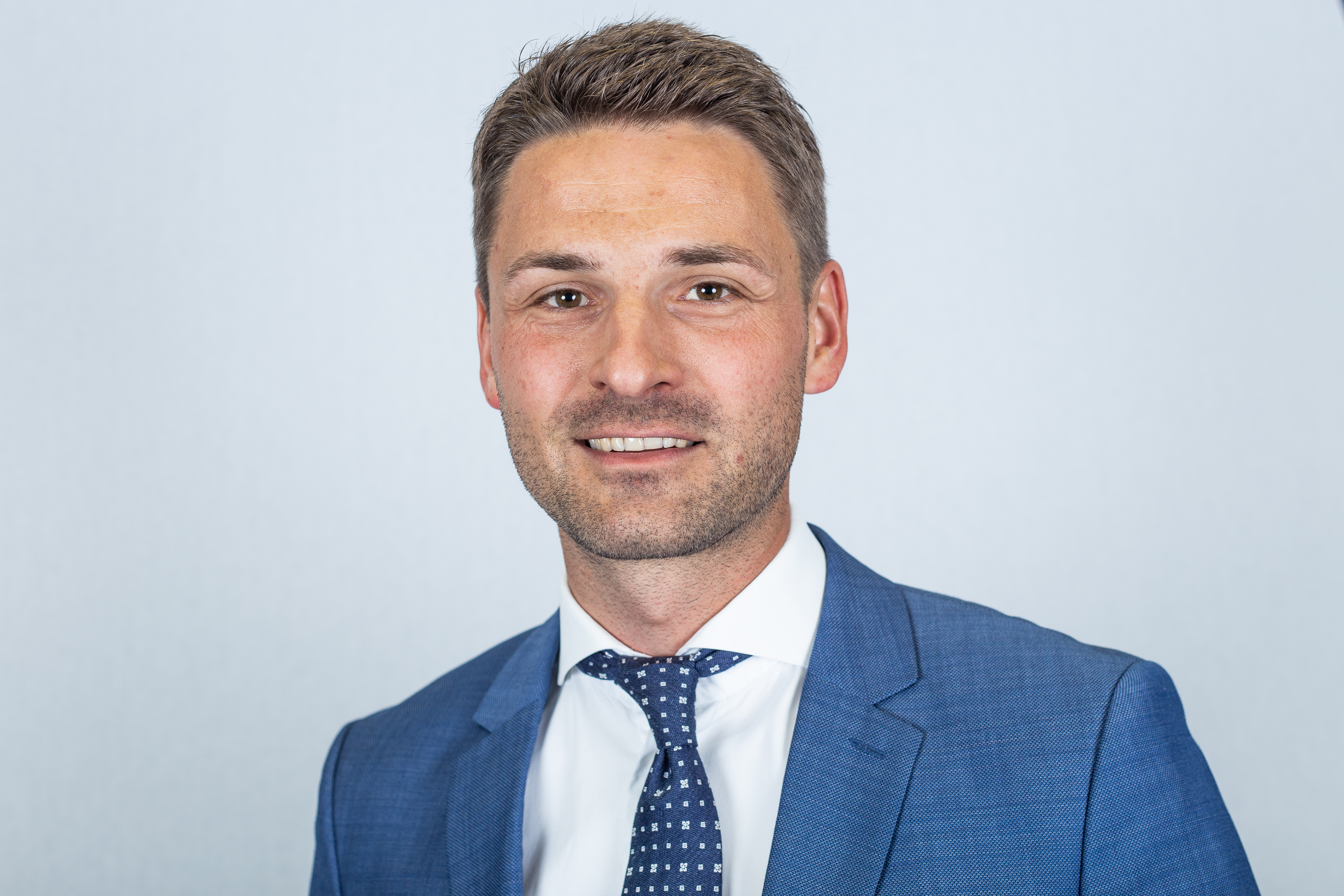
Florian Philipp 2018

Florian Jürgen Philipp (* 24. Februar 1980 in Magdeburg) ist ein deutscher Politiker der CDU und ehemaliger Abgeordneter im Landtag von Sachsen-Anhalt.

## Leben
Philipp besuchte von 1986 bis 1996 die Grundschule und die Oberschule „Wilhelm Weitling“ in Magdeburg. Im Anschluss absolvierte er in seiner Heimatstadt eine dreijährige Ausbildung zum Einzelhandelskaufmann. Von 1999 bis 2000 leistete er Zivildienst in einer sozialen Wohneinrichtung. Danach war er bis 2005 im Einzelhandel und der Industrie tätig. Neben seiner beruflichen Tätigkeit bildete er sich von 2001 bis 2004 mit einem Abendstudium zum Betriebswirt (VWA) an der Verwaltungs- und Wirtschaftsakademie in Magdeburg fort. Von 2005 bis 2010 studierte er Wirtschaftswissenschaften an der Hochschule Harz in Wernigerode, an der Florida Gulf Coast University in Fort Myers und an der Aarhus School of Business. Sein Studium schloss er als Magister Scientiarum ab.
Philipp arbeitet seit 2011 bei Volkswagen. Er war von 2011 bis 2013 in den Bereichen Preismanagement Konzern (international) und Marktmanagement China; seit 2014 ist er im Bereich des internationalen Business Managements tätig.
Philipp ist seit Juni 2015 Vorsitzender des CDU-Ortsverbandes Am Neustädter Feld. Bei der parteiinternen Nominierung des Direktkandidaten für die Landtagswahl im März 2016 im Wahlkreis 12 (Magdeburg III) setzte er sich überraschend gegen den Favoriten Wigbert Schwenke durch. Bei der Landtagswahl gewann er das Direktmandat mit 30,1 % der Erststimmen und zog als Abgeordneter in den Landtag von Sachsen-Anhalt ein.
In der Landtagssitzung im September 2016 wurde Florian Philipp zum Vorsitzenden des 15. Parlamentarischen Untersuchungsausschusses „Beraterverträge“.
Am 4. April 2019 wurde Philipp vom Landtag Sachsen-Anhalt zum Mitglied des Senates des sachsen-anhaltischen Landesrechnungshofes gewählt. Er legte sein Landtagsmandat zum 31. Juli 2019 ab, um ab dem 1. August 2019 das neue Amt antreten zu können. Ihm folgte Harry Lienau nach.
In den 1990er Jahren war Philipp aktiver Taekwondo-Sportler. 1995 und 1996 war er Deutscher B-Jugendmeister, 1997 Deutscher A-Jugendmeister. Von 1994 bis 1996 war er auch Mitglied der deutschen Taekwondo-Nationalmannschaft.
Zusammen mit seiner Ehefrau hat Florian Philipp zwei Kinder.